# Ferdinand Lassalle

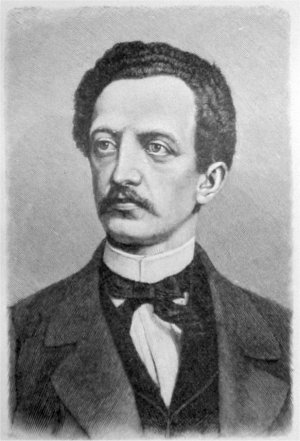
Ferdinand Lassalle

Ferdinand Lassalle (Breslau, 11 april 1825 – Genève, 31 augustus 1864) was een Duits socialistisch theoreticus en politicus. Hij was in 1863 de oprichter van het Allgemeiner Deutscher Arbeiterverein (ADAV), een van de voorlopers van de SPD. Volgens Lassalle wordt armoede veroorzaakt door de ijzeren loonwet. De ijzeren loonwet zou slechts opgeheven kunnen worden door het oprichten van productiecoöperaties door middel van staatssteun. Het belangrijkste programmapunt van ADAV was de invoering van het algemeen kiesrecht, zodat het plan van staatskrediet voor coöperaties verwezenlijkt kon worden.

## Biografie
Lassalle werd geboren als Ferdinand Lassal in een liberaal-joods gezin in Breslau, destijds gelegen in het koninkrijk Pruisen. Vader Heyman Lassal was een vermogend zakenman, eigenaar van een groothandel in stoffen. In 1844, tijdens een bezoek aan Parijs, besloot Ferdinand voortaan zijn naam te "verfransen" tot Lassalle.
In 1841 begon Lassalle een studie in Breslau, die hij later in Berlijn voortzette. Hier raakte hij blijvend onder de invloed van het denken van Hegel. In tegenstelling tot Marx (die de dialectiek van Hegel combineerde met een materialistische wereldbeschouwing), blijft Lassalle altijd een idealist.
Lassalle had een grote kennis van wetenschap, maar stond vooral bekend als een begaafd redenaar en agitator. Lassalle kwam in conflict met Marx, omdat Marx wilde dat de socialisten de liberalen zouden steunen tegen de conservatieve adel, terwijl Lassalle juist een voorstander was van een bondgenootschap met de Pruisische overheid tegen de liberale fabrikanten. Ook bekritiseerde Marx de theorie over de ijzeren loonwet en was hij een tegenstander van staatssteun aan coöperaties.
Lassalle kwam om het leven bij een pistoolduel om een vrouw. Hij wilde haar huwen, maar haar ouders verzetten zich daartegen. Haar vader zond voor het duel een ander, die als eerste schoot en hem verwondde. Drie dagen daarna zou Lassalle aan die verwonding overlijden. Hij werd begraven op de Oude Joodse Begraafplaats van Breslau. De gedenksteen die later door de nazi's werd verwoest, had als inscriptie: „Hier ruhet, was sterblich ist, von Ferdinand Lassalle, dem Denker und Kämpfer“. De Poolse socialistische partij PPS richtte in 1946 een nieuwe gedenksteen voor hem op.

## Denkbeelden
Economie
In navolging van Karl Rodbertus was Lassalle van mening dat armoede veroorzaakt werd door de ijzeren loonwet. Volgens de ijzeren loonwet zouden de lonen van de arbeiders schommelen rond de leefkosten dat net voldoende was voor de arbeiders om te overleven en zich voort te planten. De ijzeren loonwet wordt volgens Rodbertus en Lassalle veroorzaakt door vraag en aanbod. Als het loon stijgt dan krijgen de arbeiders het beter, waardoor er meer arbeiderskinderen geboren worden. Door de toename van de bevolking zouden de lonen dalen. Als de lonen lager dreigen te worden dan de kosten van de benodigde consumptiegoederen om te leven, dan zou emigratie toenemen en het aantal geboortes afnemen, zodat door vermindering van het aanbod de lonen weer zouden stijgen. Door deze ijzeren loonwet zouden de arbeiders geen enkele voordeel behalen door productietoename. Volgens Lassalle kunnen duurzame verbeteringen slechts optreden als het loonsysteem zou worden afgeschaft.
Om het loonsysteem op te heffen, zou de overheid krediet moeten verstrekken aan arbeiders waarmee zij productiecoöperaties op konden zetten. Dit idee ontleende Lassalle aan Louis Blanc en Philippe Buchez. Lassalle wilde dit plan verwezenlijken door eerst het algemeen kiesrecht af te dwingen. Lassalle vermoedde dat één eeuw na de invoering van dit plan er geen privé-eigendom van de productiemiddelen meer zou bestaan. In deze eindfase zou iedereen betaald krijgen naargelang het aantal gewerkte uren.
Homoseksualiteit
Lassalle wierp zich op als beschermer van een partijlid, Von Schweitzer, die in de problemen raakte door zijn homoseksuele geaardheid.
Partijleden wilden Von Schweitzer niet als lid accepteren. Het spreekrecht werd hem ontnomen, en als hij trachtte het woord te nemen, werd er "donder op" naar hem geschreeuwd. Ook Marx en Engels gebruikten schimpwoorden met betrekking tot Von Schweizter.  Lassalle reageerde met de volgende reactie: "Dergelijk gedrag tegenover een man van uw karakter en uw intelligentie bewijst alleen maar hoe verwarrend en kortzichtig de politieke ideeën van ons volk nog steeds zijn. Ik, voor mijn part tenminste, ongeacht wat de leden van onze vereniging mogen zeggen, zal nooit verbergen dat ik het hoogste respect voor u heb en de hoogste waarde hecht aan uw persoon."
Lassalle gaf ook steun aan Von Schweitzer door openlijk arm in arm met hem te wandelen in Frankfurt .